# Sidlîșce, Colomeea
Sidlîșce (în ucraineană Сідлище, în germană Bredtheim) este localitatea de reședință a comunei Sidlîșce din raionul Colomeea, regiunea Ivano-Frankivsk, Ucraina. Satul a fost locuit de germanii galițieni.

## Demografie
Componența lingvistică a localității Sidlîșce
     Ucraineană (99,4%)
     Alte limbi (0,6%)
Conform recensământului din 2001, majoritatea populației localității Sidlîșce era vorbitoare de ucraineană (99,4%), existând în minoritate și vorbitori de alte limbi.